# Hemieuxoa bifurcata
Hemieuxoa bifurcata är en fjärilsart som beskrevs av Márton Hreblay och Ronkay. Hemieuxoa bifurcata ingår i släktet Hemieuxoa och familjen nattflyn. Inga underarter finns listade i Catalogue of Life.